# کارین لگیمیت
کارین لگیمیت (انگلیسی: Karin Legemate؛ زادهٔ ۶ نوامبر ۱۹۸۳) بازیکن فوتبال اهل پادشاهی هلند است.
وی همچنین در تیم ملی فوتبال زنان هلند بازی کرده‌است.